# Земо-Алвани
Земо́-Алва́ни (груз. ზემო ალვანი Zemo-Alvani бацби. ალნი 'alni) — селение в Ахметском муниципалитете, Кахетия, Грузия.

## География
Расположено к востоку от райцентра города Ахмета, на берегу реки Алазани.
Ближайшие сёла: на севере — Хорбало и Пичховани, на востока — Квемо-Алвани.
Вместе с селом Хорбало образует Земо-Алванскую общинную волость (zemo alvanis temis sak’rebulo).

## Население
Численность населения — 3306 человек (перепись 2014 года).